# Indosasa
Indosasa es un género de plantas herbáceas perteneciente a la familia de las poáceas. Es originario de Asia, principalmente de China y Vietnam. Comprende 39 especies descritas y de estas, solo 20 aceptadas.

## Descripción
Son arbustos perennifolios. Los tallos de flores de hoja verde. Tallos leñosos y persistentes; cilíndricos; ramificados arriba. Los nodos de los culmos surcados. Hojas no agregadas basalmente; con setas auriculares. La lámina de hoja ancha (grande); no cordada, no sagitada; pseudopeciolada; desarticuladas las vainas. Plantas bisexuales, con espiguillas bisexuales; con flores hermafroditas. La inflorescencia débilmente indeterminada ; con pseudo espigas; que comprende ramas cortas vagamente agrupados alrededor de un nodo, las espiguillas en racimos apretados. 

## Taxonomía
El género fue descrito por Floyd Alonzo McClure y publicado en Lingnan University Science Bulletin 9: 28. 1940. La especie tipo es: Indosasa crassiflora McClure	

## Especies aceptadas
A continuación se brinda un listado de las especies del género Indosasa aceptadas hasta noviembre de 2013, ordenadas alfabéticamente. Para cada una se indica el nombre binomial seguido del autor, abreviado según las convenciones y usos. 
- Indosasa angustata McClure
- Indosasa bacquangensis Nguyen To Quyen
- Indosasa crassiflora McClure
- Indosasa gigantea (T.H.Wen) T.H.Wen
- Indosasa glabrata C.D. Chu & C.S. Chao
- Indosasa hispida McClure
- Indosasa ingens J.R. Xue & T.P. Yi
- Indosasa jinpingensis T.P.Yi
- Indosasa laotica (A.Camus) C.S.Chao & Renvoize
- Indosasa lipoensis C.D. Chu & K.M. Lan
- Indosasa longispicata W.Y. Hsiung & C.S. Chao
- Indosasa lunata W.T. Lin
- Indosasa parvifolia C.S. Chao & Q.H. Dai
- Indosasa patens C.D. Chu & C.S. Chao
- Indosasa shibataeoides McClure
- Indosasa singulispicula T.H. Wen
- Indosasa sinica C.D. Chu & C.S. Chao
- Indosasa sondongensis Nguyen To Quyen
- Indosasa spongiosa C.S. Chao & B.M. Yang
- Indosasa triangulata J.R. Xue & T.P. Yi